# Едуард Страсбургер
Едуард Адольф Страсбургер (нім. Eduard Adolf Strasburger; 1 лютого 1844, Варшава — 19 травня 1912, Бонн) — німецький ботанік польського походження. Один з ботаніків XIX століття, що вніс істотний внесок у розвиток цитології.

## Коротка біографія
Едуард Страсбургер народився в 1844 році у Варшаві, в родині Едуарда Богуміла Страсбургера. Навчався в Парижі, Боннському та Єнському університетах, де вивчав природничі науки.
Ступінь доктора філософії отримав у Варшавському університеті в 1866 році, з 1867 року — доцент ботаніки Варшавського університету. З 1869 року професор в Єні. З 1880 року — професор ботаніки і директор ботанічного саду Боннського університету. У 1891—1892 роках був ректором Боннського університету.

## Науковий внесок
Більшість робіт Страсбургера пов'язані з мікроскопічними дослідженнями в галузі морфології і анатомії рослин, ним були виявлені багато раніше невідомих явищ у процесах поділу клітин і запліднення квіткових рослин.
Увів у науку поняття «цитоплазма», а також описав мейоз у вищих рослин, запліднення у папоротеподібних, голонасінних.
у 1875 році він встановив, що процеси розподілу ядра в клітинах рослин протікають так само, як і в клітинах тварин, тобто однаково для всіх живих організмів.
У 1884-му Страсбургер став першим науковцем, який спостерігав у квіткових рослин процес злиття чоловічого ядра (ядра сперматозоїда) з ядром яйцеклітини.
Страсбургер був одним з авторів знаменитого підручника ботаніки для вищої школи (нім. Lehrbuch der Botanik für Hochschulen), перше видання якого вийшло у 1894 році. У 2002 році вийшло 35-е видання цього підручника німецькою, який було перекладено декількома мовами.
Едуард Адольф Страсбургер також відомий своїми роботами в галузі методики застосування мікроскопічної техніки в ботаніці — багаторазово перевидавався його «Ботанічний практикум» (нім. Das botanische Practicum) і «Малий ботанічний практикум».

## Визнання
У 1876 році французький ботанік Ернест-Анрі Байон назвав на честь Едуарда Страсбургера рід квіткових рослин з Нової Каледонії — Strasburgeria Baill (Страсбургерія). У сучасній системі класифікації APG III (2009) цей рід разом з родом Ixerba утворюють родину Strasburgeriaceae Tiegh класу дводольних.